# Ley de Reforma de 1832
La Ley de Representación del Pueblo de 1832 (también conocida como ley de reforma de 1832, ley de la gran reforma o ley de la primera reforma) fue una ley del Parlamento del Reino Unido (indexada como 2 y 3 Will. 4. c. 45), promulgada por el gobierno Whig del primer ministro Charles Grey, segundo conde de Grey, que introdujo importantes cambios en el sistema electoral de Inglaterra y Gales y amplió el electorado británico. Esta legislación otorgó el derecho al voto a un segmento más amplio de la población masculina al estandarizar los requisitos de propiedad y extender el sufragio a pequeños terratenientes, agricultores arrendatarios, comerciantes y todos los jefes de familia que pagaran una renta anual de 10 libras esterlinas o más. La ley también redistribuyó los distritos electorales para abordar la distribución desigual de escaños. La ley de Inglaterra y Gales fue acompañada por la ley de reforma Escocesa de 1832 y la ley de reforma Irlandesa de 1832, respectivamente.
Antes de la reforma, la mayoría de los parlamentarios representaban nominalmente a los distritos. Sin embargo, el número de electores en un distrito variaba considerablemente, desde una docena aproximadamente hasta 12 000. Los criterios para obtener el sufragio también variaban considerablemente entre estos distritos, desde el requisito de poseer terrenos hasta simplemente vivir en una casa con un hogar suficiente para hervir una olla.
El título completo de la ley es: ley para modificar la representación del pueblo en Inglaterra y Gales. Su título formal abreviado y cita es «Ley de Representación del Pueblo de 1832 (2 y 3 Will., 4. c. 45)». La ley de reforma Irlandesa de 1832 introdujo cambios similares en Irlanda, y la ley de reforma Escocesa de 1832, por separado, fue revolucionaria, pues multiplicó el electorado por 13, de 5.000 a 65.000.

## Cámara de los Comunes no reformada

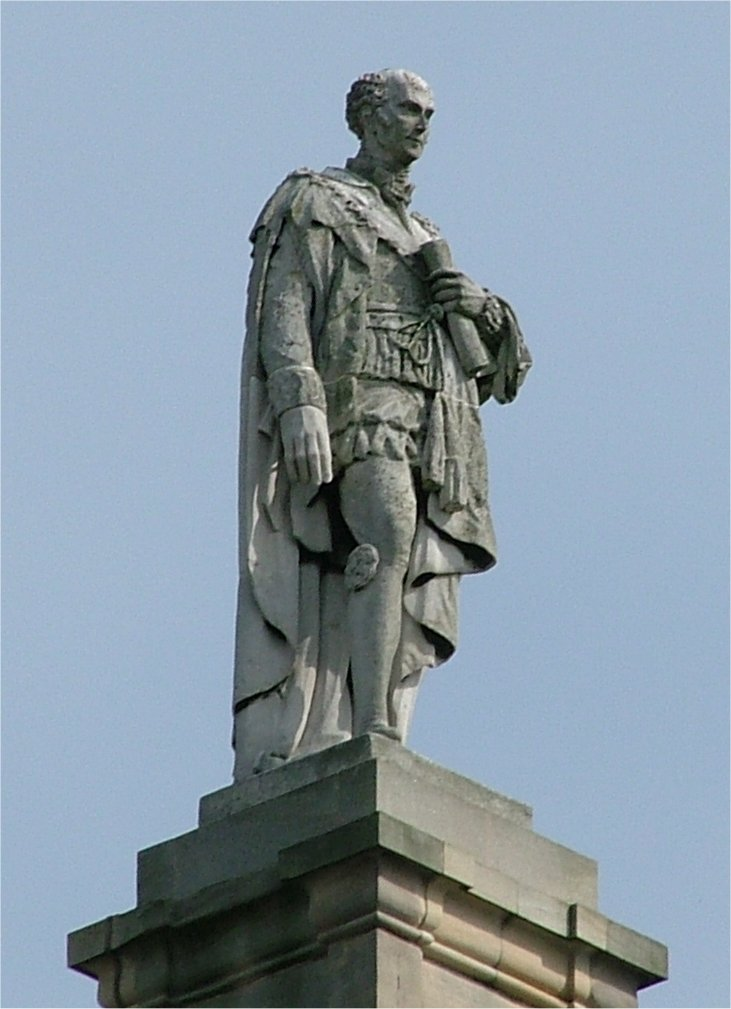
Monumento a Grey en Newcastle upon Tyne, en memoria del primer ministro Charles Grey, segundo conde de Grey, quien abolió la esclavitud en el Imperio británico.

Tras la promulgación de la Acta de Unión el 1 de enero de 1801, la Cámara de los Comunes, aún no reformada, estaba compuesta por 658 miembros, de los cuales 513 representaban a Inglaterra y Gales. Existían dos tipos de circunscripciones: condados y municipios. Los miembros de los condados debían representar a los terratenientes, mientras que los de los municipios debían representar a los intereses mercantiles y comerciales.

### Condados
Los condados fueron subdivisiones nacionales históricas establecidas entre los siglos VIII y XVI. No eran meras circunscripciones parlamentarias: muchos componentes del gobierno (así como los tribunales y la milicia) se organizaban según las líneas condales. Los miembros del Parlamento elegidos por los condados eran conocidos como caballeros del condado. En Gales, cada condado elegía a un miembro, mientras que en Inglaterra, cada condado elegía a dos hasta 1826, cuando la representación de Yorkshire se incrementó a cuatro, tras la privación del derecho al voto del municipio córnico de Grampound.

### Boroughs
Los boroughs (distrito o burgo) parlamentarios en Inglaterra variaban en tamaño, desde pequeñas aldeas hasta grandes ciudades, en parte debido a su evolución aleatoria. Los primeros distritos fueron elegidos en la Edad Media por los sheriffs de los condados, e incluso una aldea podía considerarse un distrito. Muchos de estos primeros distritos (como Winchelsea y Dunwich) eran asentamientos importantes en el momento de su emancipación original, pero posteriormente entraron en decadencia. A principios del siglo XIX, algunos solo contaban con unos pocos electores, pero aún elegían a dos MP; a menudo se les conocía como burgos podridos. De los 70 distritos ingleses que los monarcas Tudor emanciparon, 31 fueron posteriormente privados de sus derechos. Finalmente, los parlamentarios del siglo XVII agravaron las inconsistencias al restituir el derecho al voto a 15 distritos cuya representación había caducado durante siglos, siete de los cuales fueron posteriormente privados de su derecho al voto por la ley de reforma de 1832. Tras la emancipación de Newark en 1661, no se concedió el derecho al voto a ningún otro distrito y, con la única excepción de la privación de Grampound en 1821, el sistema permaneció inalterado hasta la ley de reforma de 1832. La mayoría de los distritos ingleses elegían dos MP; pero cinco distritos elegían solo uno: Abingdon, Banbury, Bewdley, Higham Ferrers y Monmouth. La City de Londres y el distrito conjunto de Weymouth y Melcombe Regis elegían cuatro miembros cada uno. Los distritos galeses elegían un solo MP cada uno.